# Wolfgang Fortner
Wolfgang Fortner, född den 12 oktober 1907 i Leipzig, Tyskland, död den 5 september 1987 i Heidelberg, var en tysk tonsättare, musikpedagog och dirigent.

## Biografi
Fortner hade tidigt mycket kontakt med musik genom sina föräldrar som båda var sångare. År 1927 började han studera orgelspel för Karl Straube och komposition för Hermann Graubner vid musikkonservatoriet i Leipzig. Samtidigt studerade han filosofi för Hans Driesch och musikvetenskap under Teodor Kroyer vid universitetet.
Hans tidiga vokalverk påminde om reformationstidens stil, medan instrumentalverken representerade nybarocken. Medan han fortfarande var student, hade två av hans tidiga kompositioner premiär: Die Vier marianischen Antiphonen på Niederrhein-festivalen i Düsseldorf 1928, och hans första stråkkvartett i Königsberg 1930.
År 1931 avslutade han sina studier och fick arbete som lärare i musikteori vid Hochschule für Kirchenmusik Heidelberg. Där blev hans musik attackerad som kulturell bolsjevism. Under 1935 och 1936 skapade Fortner Heidelbergs kammarorkester och genomförde omfattande konsertturnéer till Skandinavien, Holland och Grekland. Samma år tog han även över ledarskapet för orkestern i Hitlerjugend i Heidelberg, en stråkorkester, som bildas av unga amatörer. År 1940 blev han inkallad i armén som sjukvårdssoldat.
Efter andra världskriget utvecklade han en personlig tolvtonsteknik. Hans polyfoni är ofta mycket komplicerad, men han hade också stor melodisk uppfinningsförmåga. Han har skrivit verk inom musikens alla stilar. Bland hans operor kan nämnas Bluthochzeit (1957), In seinem Garten liebt Don Perlimplin Belisa (1962) och Elisabeth Tudor (1972).
Som kompositionslärare i Detmold och Darmstadt fick han stor betydelse för en hel generation av elever.  År 1946 anslöt han sig till cirkeln Darmstadt Internationale Ferienkurse für Neue Musik och undervisade inom ramen för denna. År 1954 blev han professor i komposition vid nordvästra Tyskland Musikhögskola i Detmold, och från 1957 fram till sin pensionering 1973 undervisade han i Freiburg im Breisgau. Efter Karl Amadeus Hartmanns död, år 1964 tog han upp ledarskapet av Musica Viva-konserterna, vilka han dirigerade fram till 1978.

## Priser och hedersuppdrag
- 1948 Schreker-Priset Berlin.
- 1953 Louis Spohr-priset Brunswick.
- 1955 Bärare av "Stora priset på Art-Music" från Nordrhein-Westfalen.
- 1955 Ledamot av Akademie der Künste i Berlin.
- 1956 Ledamot av Bayerns akademin för de sköna konsterna i München.
- 1957 Ordförande i den tyska delen av ISCM (från 1971).
- 1960 Bach-priset i delstaten Hamburg.
- 1975 Ordförande för Dramatikerförbundet.
- 1977 Reinhold Schneider-priset i Freiburg.
- 1977 Förbundsrepubliken Tysklands förtjänstordens förtjänstmedalj
- 1977 Hedersdoktor vid universiteten i Heidelberg och Freiburg.